# Novij Oszkol-i járás

A Novij Oszkol-i járás a Belgorodi területen

A Novij Oszkol-i járás (oroszul Новооскольский район) Oroszország egyik járása a Belgorodi területen. Székhelye Novij Oszkol.

## Népesség
- 1989-ben 46 669 lakosa volt.
- 2002-ben 47 380 lakosa volt.
- 2010-ben 43 396 lakosa volt.